# Namatozodia
Namatozodia is een geslacht van uitgestorven longvissen. Het geslacht en zijn enige soort Namatozodia pitikanta worden beschreven door Kemp in 1993. Het enige bekende exemplaar van de soort en het geslacht is een kleine schedel, gevonden in de Arcadia Formation of the Crater in West-Queensland, Australië. Dit is een formatie uit het Vroeg-Trias.

## Ontdekking en naamgeving
Het holotype-exemplaar QM F15000 is een gedeeltelijk schedeldak zonder bijbehorende tandplaat dat is gevonden in de Crater, nabij Rolleston in het westen van Queensland. De naam Namatozodia is afgeleid van het Griekse νᾶμα, nama, stroom, en ζῴδιον, wat een 'klein figuurtje' betekent. Pitikanta is een Aboriginal woord voor 'jong' in een lokaal dialect in het gebied waar het fossiel werd gevonden.

## Beschrijving
De bekende schedel van Namatozodia is klein en meet slechts zeven bij 3,5 millimeter, afkomstig van een individu dat misschien slechts zes tot zeven centimeter lang is, een grootte vergelijkbaar met een juveniele Australische longvis. De schedelbotten zijn echter volledig ontwikkeld, met blijkbaar gesloten beennaden en gemineraliseerd, en het individu was dus niet noodzakelijk juveniel.
Het schedeldak bestaat uit een enkelvoudig EQ-element, gepaarde C-elementen, en een enkelvoudig ABI-reeks op de middenlijn. Er zijn onregelmatige perforaties voor de lateraallijnen. De C-C-beennaad is onregelmatig. Overdwars ligt er een KLM-reeks boven de oogkas. De JYZ-reeks draagt het kaakgewricht. 